# Lista de ministros da Habitação de Portugal

Bandeira de ministro de Portugal.

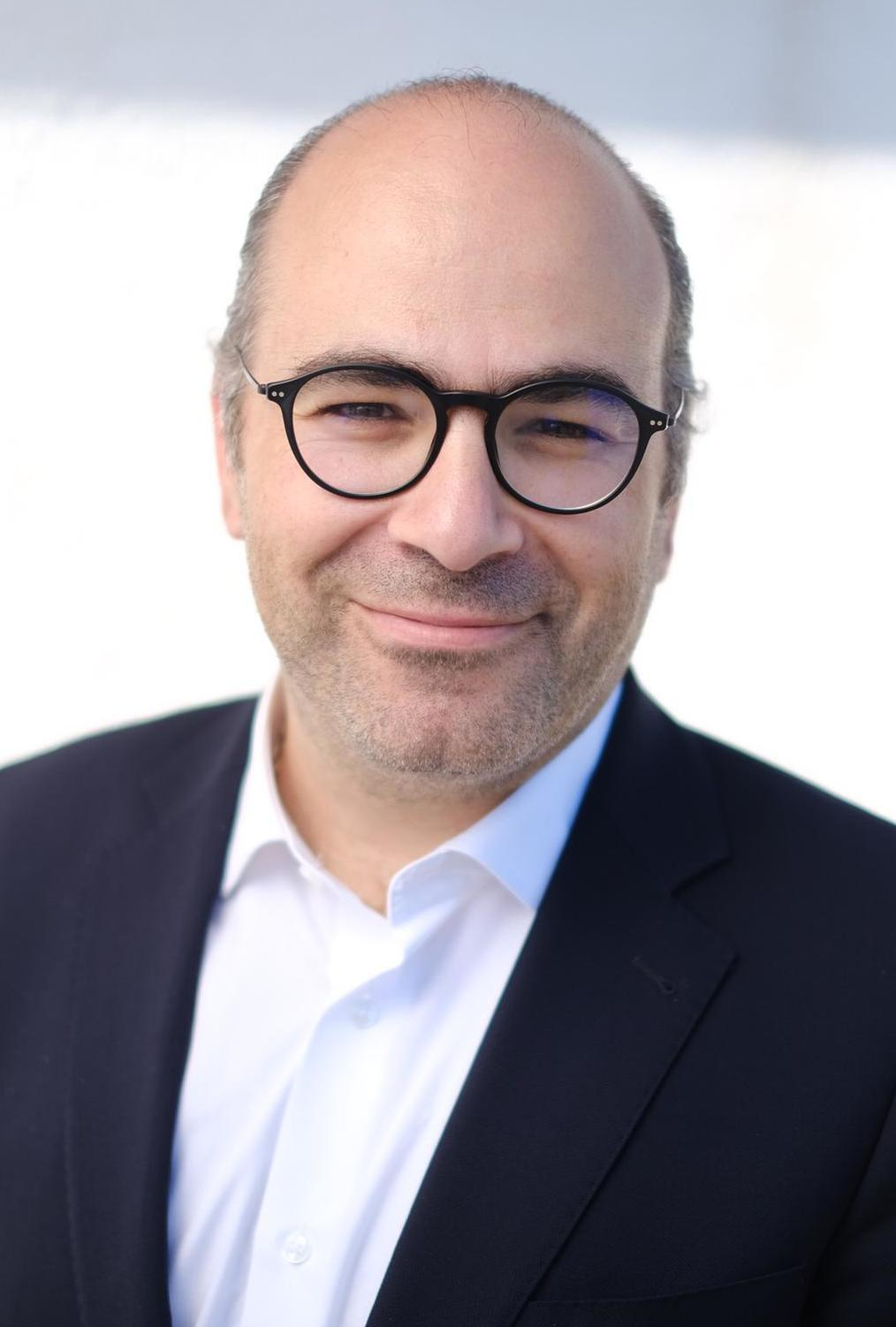
Miguel Pinto Luz, atual ministro das Infraestruturas e Habitação.

Esta é uma lista de ministros da Habitação de Portugal, entre a criação do Ministério da Habitação, Urbanismo e Construção a 10 de fevereiro de 1976 e a atualidade.
A lista cobre o atual período democrático (1974–atualidade), incluindo os ministros de ministérios cuja nomenclatura tenha incluído a pasta da Habitação, e não aqueles cujo ministério controlou efetivamente os assuntos relativos à Habitação.

## Designações
Entre 1976 e a atualidade, o cargo de ministro da Habitação teve as seguintes designações:
- Ministro da Habitação, Urbanismo e Construção — designação usada entre 10 de fevereiro de 1976 e 30 de janeiro de 1978;
- Ministro das Obras Públicas e Habitação — designação usada entre 30 de janeiro de 1978 e 4 de setembro de 1981;
- Ministro da Habitação, Obras Públicas e Transportes — designação usada entre 4 de setembro de 1981 e 9 de junho de 1983
- Cargo inexistente — entre 9 de junho de 1983 e 6 de abril de 2002;
- Ministro das Obras Públicas, Transportes e Habitação — designação usada entre 6 de abril de 2002 e 17 de julho de 2004;
- Ministro das Cidades, Administração Local, Habitação e Desenvolvimento Regional — designação usada entre 17 de julho de 2004 e 12 de março de 2005;
- Cargo inexistente — entre 12 de março de 2005 e 18 de fevereiro de 2019;
- Ministro das Infraestruturas e da Habitação — designação usada entre 18 de fevereiro de 2019 e 4 de janeiro de 2023.
- Ministro da Habitação — designação usada entre 4 de janeiro de 2023 e 2 de abril de 2024.
- Ministro das Infraestruturas e Habitação — designação usada desde 2 de abril de 2024.

## Numeração
São contabilizados os períodos em que o ministro esteve no cargo ininterruptamente, não contando se este serve mais do que um mandato consecutivo. Ministros que sirvam em períodos distintos são, obviamente, distinguidos numericamente. 

## Lista
Legenda de cores
(para partidos políticos)
| Terceira República (1974–presente)       | |                |                         |                         |         |                                                                                   |
| #                                        | Ministro da Habitação, Urbanismo e Construção (Nascimento–Morte)                                   | Retrato        | Início do mandato       | Fim do mandato          | Governo | Governo                                                                           |
| Governos Provisórios (1974–1976)         | |                |                         |                         |         |                                                                                   |
| 1                                        | Eduardo Ribeiro Pereira (1927–2015)                                                                |                | 10 de fevereiro de 1976 | 23 de julho de 1976     |         | VI Prov. Pinheiro de Azevedo                                                      |
| Governos Constitucionais (1976-Presente) | |                |                         |                         |         |                                                                                   |
| –                                        | Eduardo Ribeiro Pereira (continuação) (1927–2015)                                                  |                | 23 de julho de 1976     | 30 de janeiro de 1978   |         | I Soares                                                                          |
| #                                        | Ministro da Habitação e Obras Públicas (Nascimento–Morte)                                          | Retrato        | Início do mandato       | Fim do mandato          | Governo | Governo                                                                           |
| 2                                        | António Francisco Barroso de Sousa Gomes (1936–2015)                                               |                | 30 de janeiro de 1978   | 29 de agosto de 1978    |         | II Soares                                                                         |
| 3                                        | João Orlindo de Almeida Pina (1926–2014)                                                           |                | 29 de agosto de 1978    | 1 de agosto de 1979     |         | III Nobre da Costa                                                                |
| 3                                        | João Orlindo de Almeida Pina (1926–2014)                                                           | IV Mota Pinto  | 29 de agosto de 1978    | 1 de agosto de 1979     |         |                                                                                   |
| 4                                        | Mário Adriano de Moura e Castro Brandão Fernandes de Azevedo (1929–2007)                           |                | 1 de agosto de 1979     | 3 de janeiro de 1980    |         | V Pintasilgo                                                                      |
| 5                                        | João Lopes Porto (1940–2014)                                                                       |                | 3 de janeiro de 1980    | 9 de janeiro de 1981    |         | VI Sá Carneiro (até 4 dez. 1980) Freitas do Amaral (desde 4 dez. 1980) (interino) |
| 6                                        | Luís Eduardo da Silva Barbosa (1933–)                                                              |                | 9 de janeiro de 1981    | 4 de setembro de 1981   |         | VII Pinto Balsemão                                                                |
| #                                        | Ministro da Habitação, Obras Públicas e Transportes (Nascimento–Morte)                             | Retrato        | Início do mandato       | Fim do mandato          | Governo | Governo                                                                           |
| 7                                        | José Carlos Pinto Soromenho Viana Baptista (1931–2004)                                             |                | 4 de setembro de 1981   | 9 de junho de 1983      |         | VIII Pinto Balsemão                                                               |
| #                                        | Pasta da Habitação (Nascimento–Morte)                                                              | Retrato        | Início do mandato       | Fim do mandato          | Governo | Governo                                                                           |
| –                                        | Cargo inexistente                                                                                  |                | 9 de junho de 1983      | 6 de abril de 2002      | ——      | ——                                                                                |
| #                                        | Ministro das Obras Públicas, Transportes e Habitação (Nascimento–Morte)                            | Retrato        | Início do mandato       | Fim do mandato          | Governo |                                                                                   |
| 8                                        | Luís Francisco Valente de Oliveira (1937–)                                                         |                | 6 de abril de 2002      | 5 de abril de 2003      |         | XV Durão Barroso                                                                  |
| 9                                        | António Pedro de Nobre Carmona Rodrigues (1956–)                                                   |                | 5 de abril de 2003      | 17 de julho de 2004     |         | XV Durão Barroso                                                                  |
| #                                        | Ministro das Cidades, Administração Local, Habitação e Desenvolvimento Regional (Nascimento–Morte) | Retrato        | Início do mandato       | Fim do mandato          | Governo | Governo                                                                           |
| 10                                       | José Luís Fazenda Arnaut Duarte (1963–)                                                            |                | 17 de julho de 2004     | 12 de março de 2005     |         | XVI Santana Lopes                                                                 |
| #                                        | Pasta da Habitação (Nascimento–Morte)                                                              | Retrato        | Início do mandato       | Fim do mandato          | Governo | Governo                                                                           |
| –                                        | Cargo inexistente                                                                                  |                | 12 de março de 2005     | 18 de fevereiro de 2019 | ——      | ——                                                                                |
| #                                        | Ministro das Infraestruturas e Habitação (Nascimento–Morte)                                        | Retrato        | Início do mandato       | Fim do mandato          | Governo | Governo                                                                           |
| 11                                       | Pedro Nuno de Oliveira Santos (1977–)                                                              |                | 18 de fevereiro de 2019 | 4 de janeiro de 2023    |         | XXI Costa                                                                         |
| 11                                       | Pedro Nuno de Oliveira Santos (1977–)                                                              | XXII Costa     | 18 de fevereiro de 2019 | 4 de janeiro de 2023    |         |                                                                                   |
| 11                                       | Pedro Nuno de Oliveira Santos (1977–)                                                              | XXIII Costa    | 18 de fevereiro de 2019 | 4 de janeiro de 2023    |         |                                                                                   |
| #                                        | Ministro da Habitação (Nascimento–Morte)                                                           | Retrato        | Início do mandato       | Fim do mandato          | Governo | Governo                                                                           |
| 12                                       | Marina Sola Gonçalves (1988–)                                                                      |                | 4 de janeiro de 2023    | 2 de abril de 2024      |         | XXIII Costa                                                                       |
| #                                        | Ministro das Infraestruturas e Habitação (Nascimento–Morte)                                        | Retrato        | Início do mandato       | Fim do mandato          | Governo | Governo                                                                           |
| 13                                       | Miguel Martinez de Castro Pinto Luz (1977–)                                                        |                | 2 de abril de 2024      | presente                |         | XXIV Montenegro                                                                   |
| 13                                       | Miguel Martinez de Castro Pinto Luz (1977–)                                                        | XXV Montenegro | 2 de abril de 2024      | presente                |         |                                                                                   |

### Lista de ministros da Habitação vivos
| Nome                      | Mandato(s) | Idade              |
| ------------------------- | ---------- | ------------------ |
| Luís Barbosa              | 1981       | 91 anos e 332 dias |
| Luís Valente de Oliveira  | 2002–2003  | 87 anos e 279 dias |
| António Carmona Rodrigues | 2003–2004  | 68 anos e 346 dias |
| José Luís Arnaut          | 2004–2005  | 62 anos e 92 dias  |
| Pedro Nuno Santos         | 2019–2023  | 48 anos e 52 dias  |
| Marina Gonçalves          | 2023–2024  | 37 anos e 42 dias  |
| Miguel Pinto Luz          | 2024–      | 48 anos e 88 dias  |